# Jorge Leyva Durán
Jorge Leyva Durán es un docente universitario y teólogo católico colombiano, fue la fórmula vicepresidencial de Viviane Morales para las Elecciones presidenciales de Colombia del 27 de mayo de 2018.
Morales finalmente renunció a su aspiración presidencial el 2 de mayo de 2018, y así mismo Leyva terminó su carrera de fórmula vicepresidencial.

## Biografía
Jorge Leyva Durán es hijo de Jorge Leyva Urdaneta quien fue ministro de los presidentes Laureano Gómez y Mariano Ospina y también fue candidato presidencial, y María Durán Laserna, es el cuarto de nueve hermanos entre los cuales se destaca el exministro Álvaro Leyva quien fue asesor de la negociación de los Acuerdos de paz entre el gobierno de Juan Manuel Santos y las FARC en La Habana, Cuba, nacido en una familia de tradición política, nunca se ha dedicado a ella, se dedicó a la docencia, ha sido docente de colegios y universidades; fue rector de la Universidad Católica de Colombia y actualmente se desempeña como catedrático en la Universidad de la Sabana, tiene más de 50 años de experiencia como educador y teólogo y reside actualmente en Guatavita, Cundinamarca, Colombia.

## Fórmula vicepresidencial de Viviane Morales
Según reportó la Revista Semana Leyva Durán buscó a Morales ya que se identifica con sus ideas y porque piensa que es "una mujer coherente con su vida”. Viviane Morales a su vez, explica que eligió al profesor “no por un cálculo político, sino por identidad. Debido a que ha sido un apóstol en la educación. Un hombre que no ha vivido para las riquezas ni para los negocios”.
Leyva Durán aseguró que hace unos años la unión en la política de dos personas como ellos era impensable por ser él católico-conservador y ella cristiana-liberal. “No se me pasó en la vida la idea de estar en la política. A mi edad no busco nada, pero creo que el proyecto de país que tiene Viviane es importante ”.